# Aspfjord
Aspfjord est une localité du comté de Nordland, en Norvège.

## Géographie
Administrativement, Aspfjord fait partie de la kommune de Sørfold.